# Vernon Steele

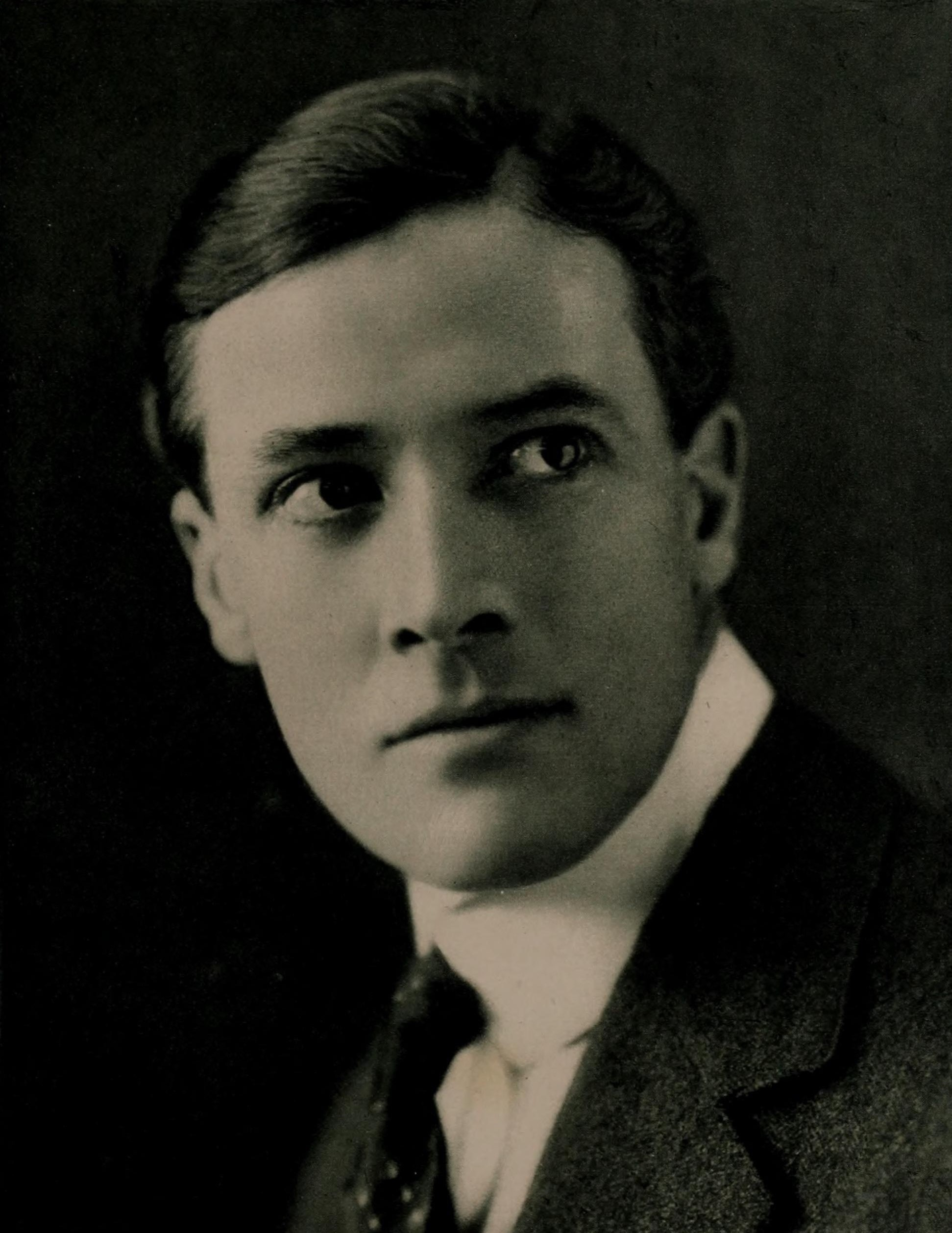
Steele, 1917

Vernon Steele (* 18. September 1882 in Santiago de Chile, Chile, als Arturo Romeo Antonietti; † 23. Juli 1955 in Los Angeles, Kalifornien, Vereinigte Staaten) war ein US-amerikanischer Schauspieler britisch-chilenischer Herkunft.
Steele war der Sohn des chilenischen Musikprofessors Daniel Antonietti und seiner englischen Frau Grace Emma Bolton. Zeitweise lebte die Familie in London. Seine Schwester war die Schauspielerin Hilda Anthony (1886–1962). Seine Kinder waren Varick und Roger Steel.
Steele begann seine Schauspiellaufbahn am Theater und gab 1906 sein Broadway-Debüt in einer Produktion von George Bernhard Shaws Caesar und Cleopatra. Bis 1931 wirkte er dort an über einem Dutzend weiterer Produktionen mit. In Hollywood spielte er in Stumm- sowie Tonfilmen. In der Stummfilmära war er als Leading Man Filmpartner bekannter Stummfilmstars wie Marguerite Clark (in Silks and Satins, 1916), Mae Marsh (in Polly of the Circus, 1917) oder Elsie Ferguson (in The Witness for the Defense, 1919). In seinen Tonfilmen der 1930er- und 1940er-Jahre musste er sich hingegen mit Nebenrollen begnügen und verkörperte oftmals den britischen Gentleman oder Aristokraten, etwa als König James II. im Abenteuerfilm Unter Piratenflagge oder als Colonel in der Laurel-und-Hardy-Komödie Bonnie Scotland. Insgesamt umfasst sein filmisches Schaffen mehr als 60 Kinoproduktionen zwischen 1915 und 1949.

## Filmographie (Auswahl)
- 1915: Hearts in Exile
- 1915: The Vampire
- 1915: Her Great Match
- 1915: The Stubbornness of Geraldine
- 1916: The Supreme Sacrifice
- 1916: Silks and Satins
- 1916: Little Lady Eileen
- 1917: Polly of the Circus
- 1917: Bab’s Matinee Idol
- 1918: Fields of Honor
- 1918: The Panther Woman
- 1919: The Eternal Magdalene
- 1919: The Firing Line
- 1919: The Witness for the Defense
- 1919: The Phantom Honeymoon
- 1919: The Mind the Paint Girl
- 1919: Human Desire
- 1920: His House in Order
- 1921: The Highest Bidder
- 1921: Out of the Chorus
- 1921: Beyond Price
- 1922: A Wonderful Wife
- 1922: When the Devil Drives
- 1922: For the Defense
- 1922: The Hands of Nara
- 1922: The Girl Who Ran Wild
- 1922: Thelma
- 1922: The Danger Point
- 1923: Temptation
- 1923: Alice Adams
- 1923: What Wives Want
- 1923: Forgive and Forget
- 1923: The Wanters
- 1924: Discontented Husbands
- 1924: The House of Youth
- 1929: Big News
- 1933: Urlaub vom Thron (The King’s Vacation)
- 1933: The Silk Express
- 1933: Serenade zu dritt (Design for Living)
- 1934: Where Sinners Meet
- 1934: The Great Flirtation
- 1934: Bulldog Drummond schlägt zurück (Bulldog Drummond Strikes Back)
- 1935: Wir sind vom schottischen Infanterie-Regiment (Bonnie Scotland)
- 1935: Te quiero con locura
- 1935: I Found Stella Parrish
- 1935: No matarás
- 1935: Unter Piratenflagge (Captain Blood)
- 1936: Draculas Tochter (Dracula’s Daughter)
- 1936: Signale nach London (Lloyd’s of London)
- 1937: Time Out for Romance
- 1937: Step Lively, Jeeves!
- 1938: Entführt (Kidnapped)
- 1938: Flight to Fame
- 1939: North of the Yukon
- 1939: The Witness Vanishes
- 1942: Mrs. Miniver
- 1943: Riders of the Northwest Mounted
- 1945: Schnellboote vor Bataan (They Were Expendable)
- 1947: The Lone Wolf in London
- 1948: Opium (To the Ends of the Earth)
- 1948: Johanna von Orleans (Joan of Arc)
- 1949: Madame Bovary und ihre Liebhaber (Madame Bovary)
- 1949: The Life of Riley (Fernsehserie, 1 Folge)